# A milliomos szakács
A milliomos szakács a TV2 főzőműsora.
A műsor 2015. szeptember 7-én indult el a TV2-n.

## Története
2015 júliusában a TV2 Csoport bejelentette az évi őszi műsorrendjét, pár nappal később viszont bejelentették, hogy A milliomos szakács néven indít főzőműsort a csatorna. 2015. augusztus 4-én viszont bejelentették, hogy a produkció műsorvezetője Rákóczi Ferenc lesz. 2015. augusztus 27-én jelentették be a műsor kezdési időpontját. A műsor 2015. szeptember 7-én este indult el a TV2-n. A műsor utolsó adása 2015. október 26-án került képernyőre.